# Heder
Pour l’article ayant un titre homophone, voir Eder.

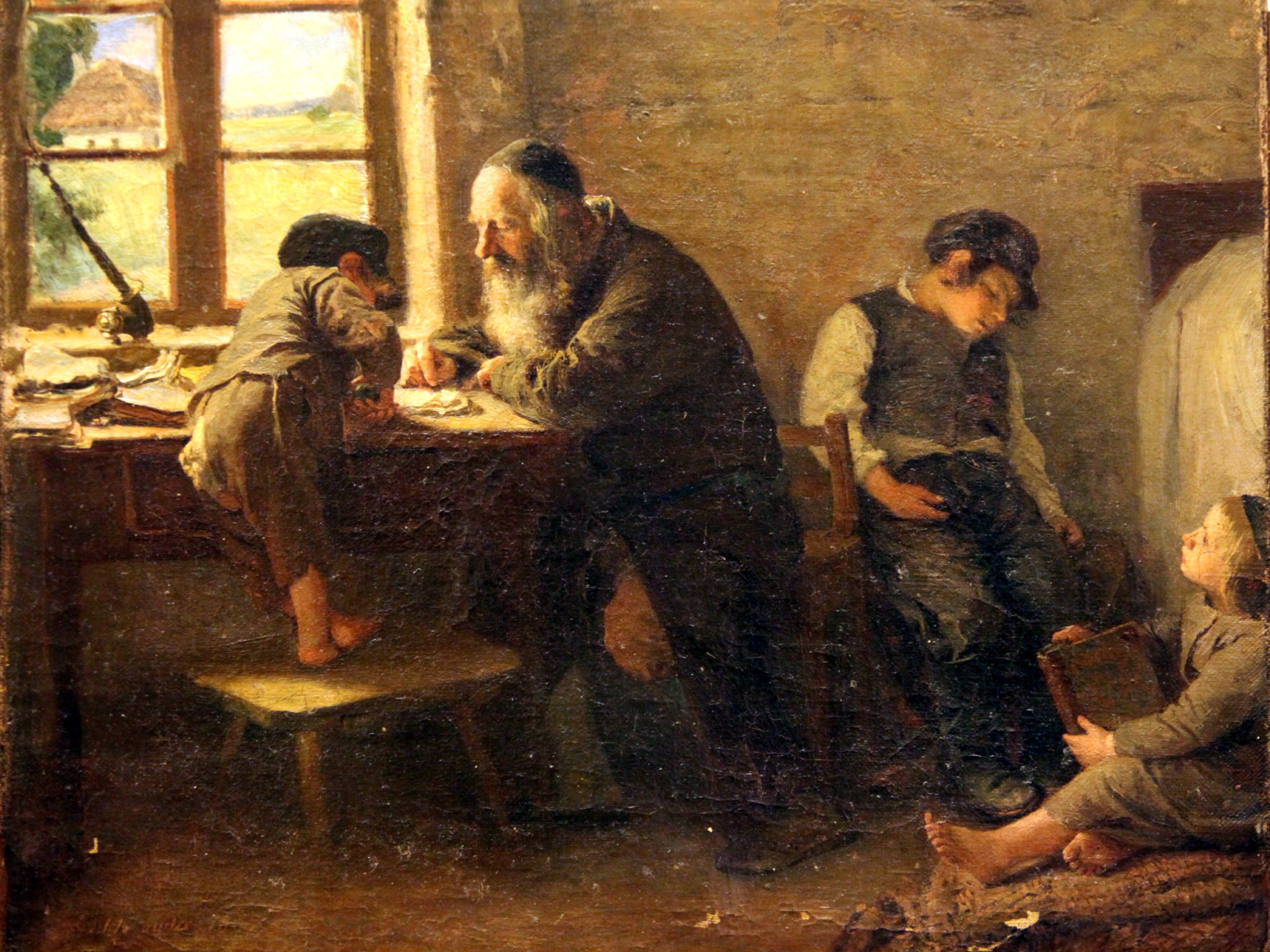
Au Heder, L. Horowitz, 1878.

On appelle heder,,,,(en) (hébreu חדר, « chambre ») une école élémentaire juive traditionnelle, dans laquelle sont enseignés les rudiments du judaïsme et de l'hébreu. Le heder est analogue, mais pas identique, à l'école de Talmud Torah.
Il tient une place importante dans la culture juive ashkenaze (yiddishophone), où il symbolise le lieu par excellence de l'éducation juive.

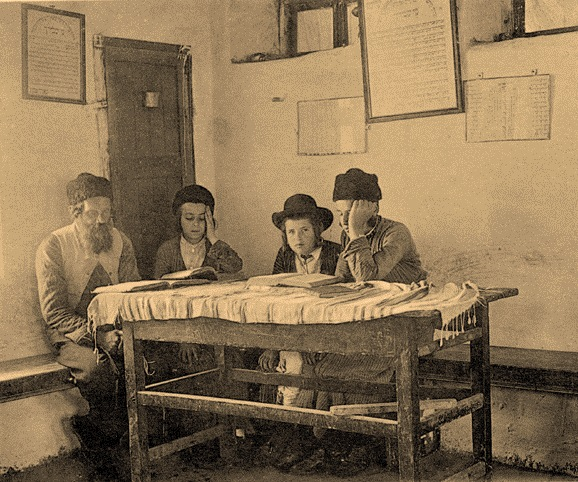
Un heder typique au mont Meron (Palestine ottomane), en 1912.

## Histoire

### LehederauXVIIIesiècle
Le heder est une institution répandue dans toutes les communautés juives d'Europe jusqu'à la fin du XVIIIe siècle. 
L'enseignement est dispensé aux seuls garçons, l'éducation des filles étant assurée par leurs mères, à domicile. Les leçons se donnent dans la maison du melamed, salarié parfois par la communauté, mais le plus souvent par un groupe de parents. Les groupes-classes comprennent des enfants de différents âges.
Les enfants entrent généralement au heder à 5 ans. Après avoir appris l'alphabet hébreu et la lecture de l'hébreu (avec la prononciation ashkénaze, qui est celle du yiddish), ils commencent à étudier la Torah, en commençant par Vayikra, puis le Talmud (Mishna, Gemara, commentaires rabbiniques ultérieurs). La lecture à voix haute et l'apprentissage des leçons par cœur sont les principales techniques d'étude. La fin de l'apprentissage d'un élève au heder, à l'âge de 13 ans, est célébré par sa bar mitzvah.

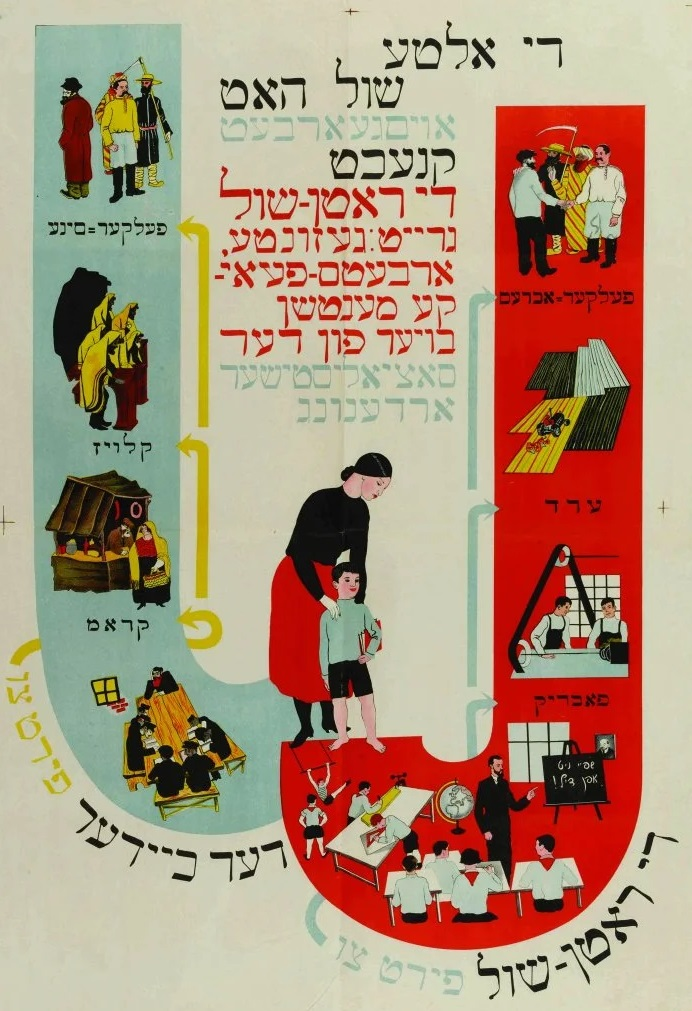
Affiche de propagande soviétique dépeignant le heder comme menant à l'ignorance et la pauvreté, et vantant les qualités d'une éducation dans les écoles d'État formant des citoyens productifs, 1920-1932.

Certains poursuivent leurs études dans les yeshivot afin de devenir rabbin ou sofer (les principales dans le Saint-Empire) sont celles de Worms, Fürth et Prague.

### Critiques et réformes à partir de la fin duXVIIIesiècle
Vers la fin du XVIIIe siècle, le système du heder est  critiqué tant par les tenants de l'orthodoxie juive que par ceux de la haskala.

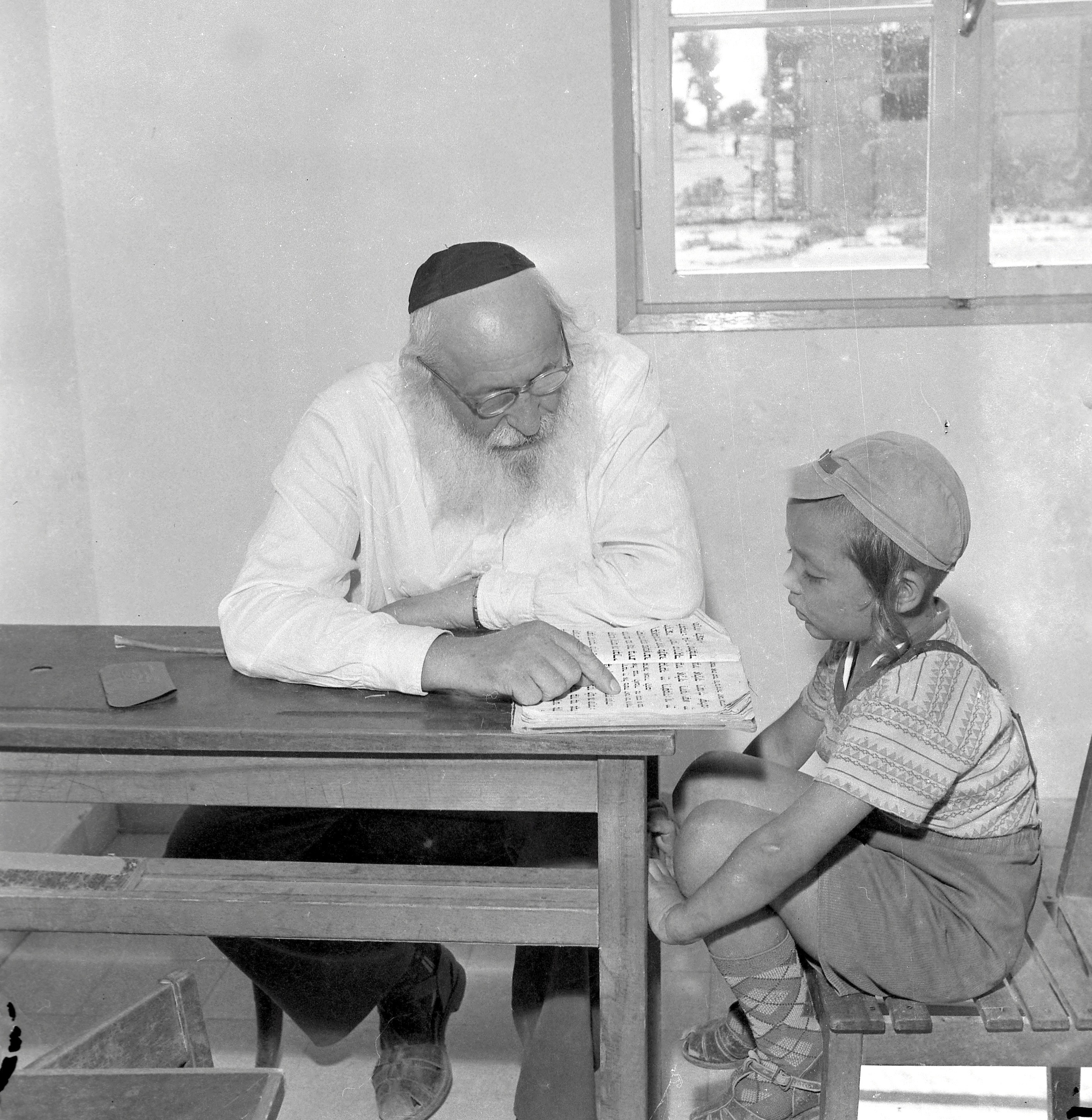
Heder à Bnei Brak, dans la banlieue de Tel Aviv (Israël), 1965.

Selon les premiers, les instituteurs sont insuffisamment qualifiés ; ceux qui exercent ce métier le font souvent par défaut, n'ayant pu devenir bouchers, chanteurs, voire fossoyeurs, métiers d'ailleurs mieux payés. De plus, ils font avancer leurs élèves trop rapidement, car les frais de scolarité sont plus élevés pour les élèves des classes supérieures.
Les seconds, acquis aux idéaux des Lumières, critiquent le système dans son ensemble, affirmant qu'il aboutit à une isolation sociale et linguistique des enfants, les empêchant de s'intégrer dans la société et de s'émanciper. Ils préconisent l'ajout de leçons dans la langue du pays et de matières plus conformes à l'esprit du temps. 
Ces idées sont rapidement mises en pratique par les Juifs d'Allemagne qui fondent avec le judaïsme réformé les Freischulen (« écoles libres »). Ceci, joint à l'introduction de l'éducation publique obligatoire, conduit à la fin du heder dans les pays germanophones[Quand ?]. Il se maintient en revanche en Europe de l'Est où il se perpétue jusqu'à la destruction des communautés juives locales durant la Seconde Guerre mondiale.

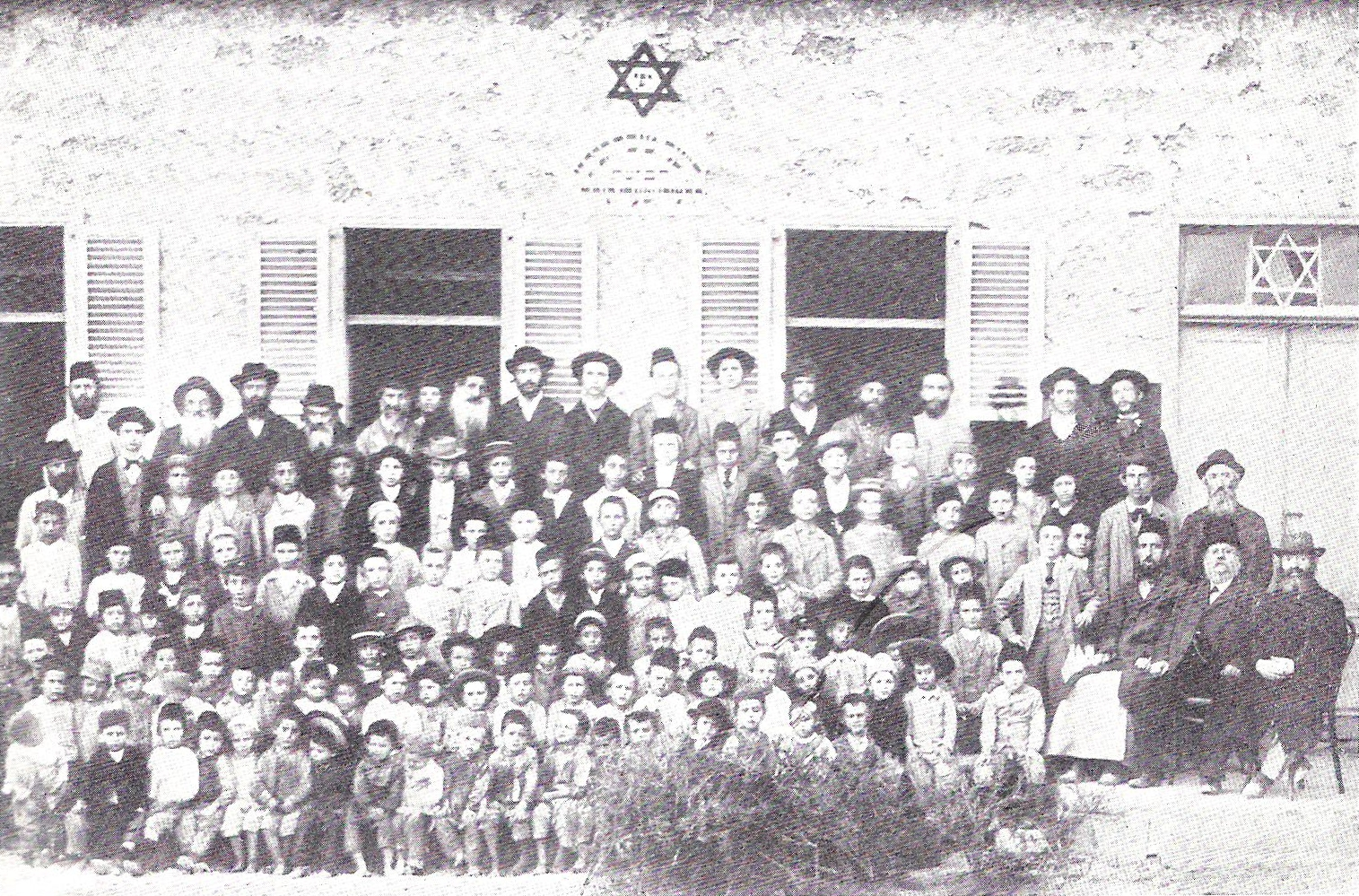
Heder à Jaffa (Palestine ottomane), avant 1899.
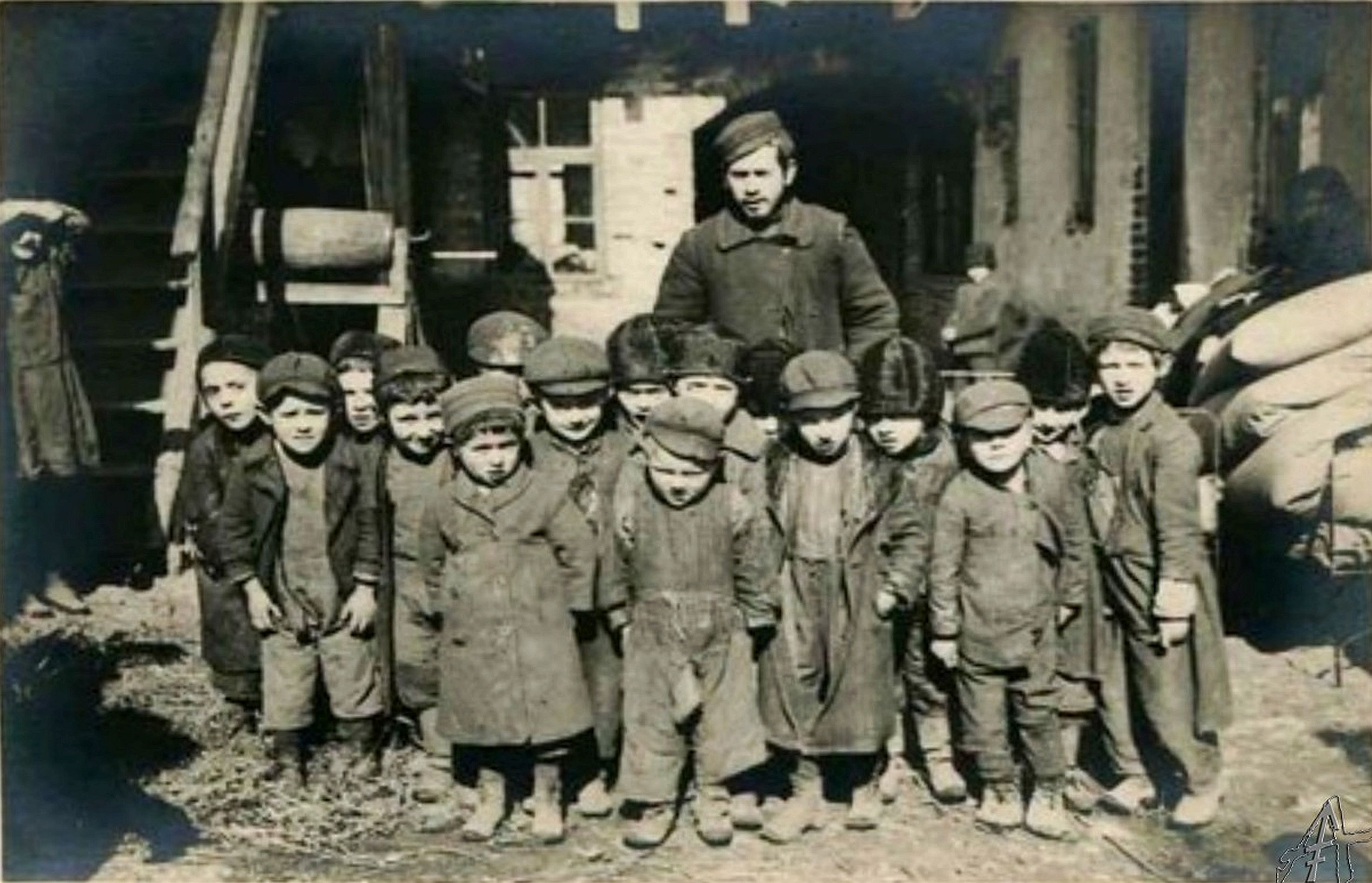
Heder à Jędrzejów (royaume de Pologne), 1915.
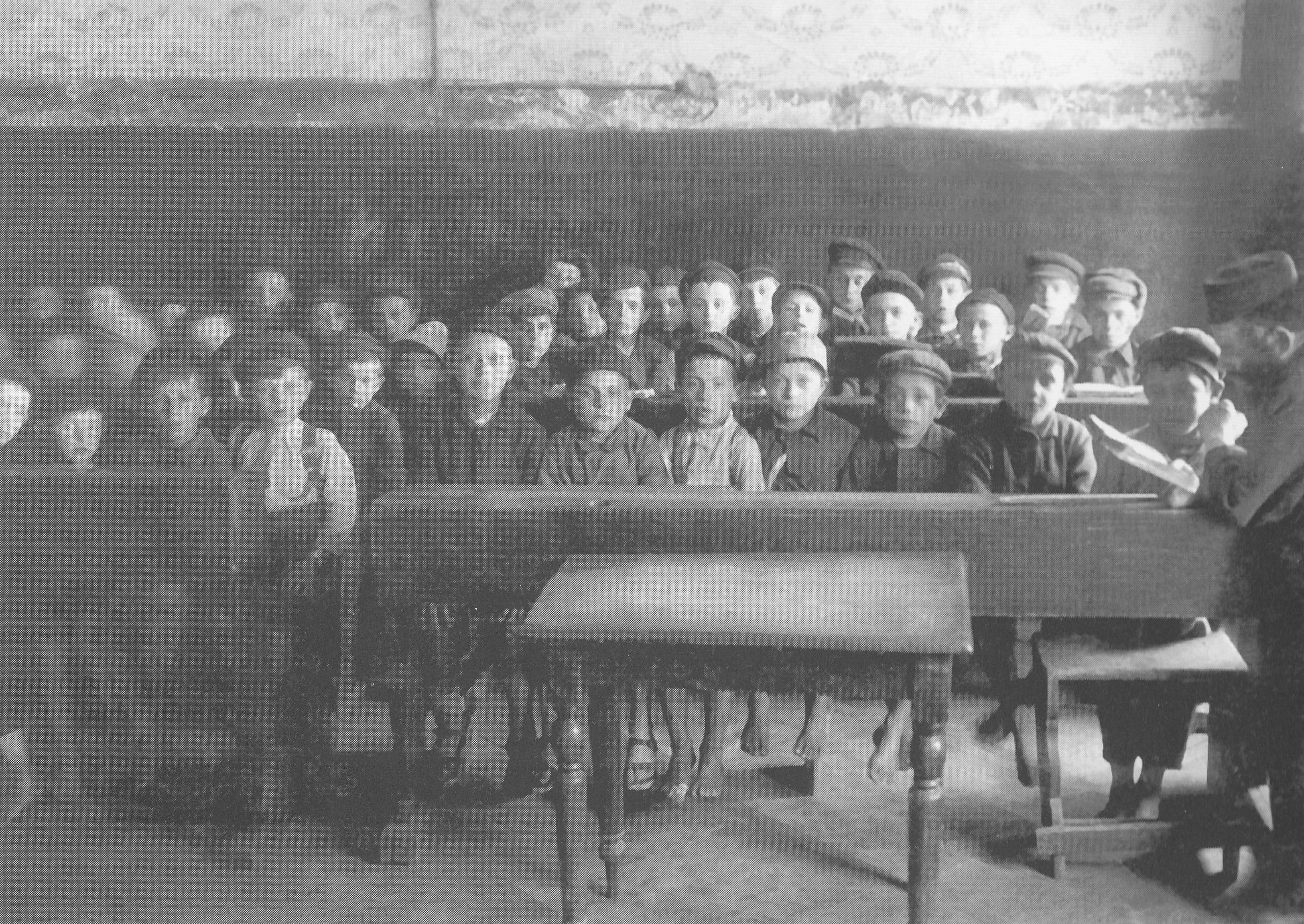
Heder en Pologne, 1917.
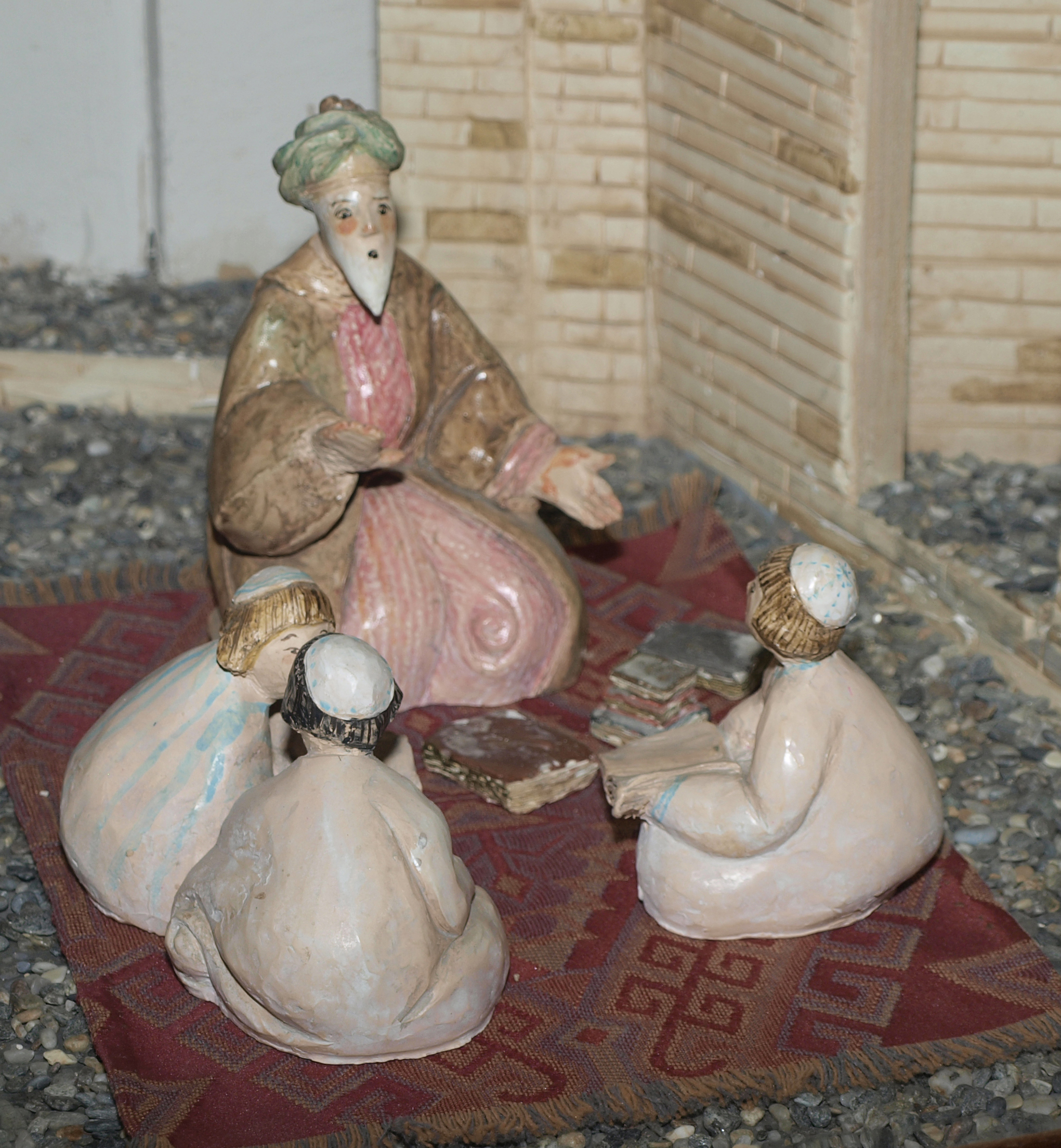
Miniature d'un heder. Synagogue de Cordoue (Espagne).

### De nos jours
Dans les pays occidentaux, les enfants juifs sont parfois envoyés au heder après les heures de cours du système public ou contrôlé par l'État. Le heder y a toutefois été le plus souvent remplacé par le Talmud Torah, qui fonctionne comme une école traditionnelle, particulièrement dans les milieux orthodoxes américains et en Israël.